# Danh sách di sản văn hóa Tây Ban Nha được quan tâm ở hạt Barcelonès (tỉnh Barcelona)
Danh sách di sản văn hóa Tây Ban Nha được quan tâm ở hạt Barcelonès (tỉnh Barcelona).

## Di tích theo thành phố

### B

#### Badalona
| Tên | Dạng                               | Địa điểm | Tọa độ                                        | Số hồ sơ tham khảo? | Ngày nhận danh hiệu?      | Hình ảnh                                               |
| --- | ---------------------------------- | -------- | --------------------------------------------- | ------------------- | ------------------------- | ------------------------------------------------------ |
| Can Bofí Vell | Di tích Lâu đài                    | Badalona | 41°27′19″B 2°14′02″Đ / 41,455361°B 2,233806°Đ | RI-51-0005192       | ngày 8 tháng 11 năm 1988  | Can Bofí Vell · Upload image                           |
| Can Canyadó | Di tích                            | Badalona | 41°27′30″B 2°15′25″Đ / 41,458214°B 2,256988°Đ | RI-51-0003962       | ngày 24 tháng 9 năm 1974  | Can Canyadó · Upload image                             |
| Nhà Enric Pavillard | Di tích Bất động sản               | Badalona | 41°26′48″B 2°14′52″Đ / 41,446667°B 2,247694°Đ | RI-51-0004449       | ngày 18 tháng 12 năm 1980 | Casa Enric Pavillard · Upload image                    |
| Lâu đài Godmar | Di tích Kiến trúc quân sự Lâu đài  | Badalona | 41°28′28″B 2°14′41″Đ / 41,47444°B 2,24472°Đ   | RI-51-0005191       | ngày 8 tháng 11 năm 1988  | Castillo de Godmar · Upload image                      |
| Tu viện San Jerónimo Murtra | Di tích Kiến trúc tôn giáo Tu viện | Badalona | 41°28′12″B 2°13′16″Đ / 41,469923°B 2,221054°Đ | RI-51-0003966       | ngày 20 tháng 12 năm 1974 | Monasterio de San Jerónimo de la Murtra · Upload image |
| Tháp Vella | Di tích Tháp                       | Badalona | 41°27′10″B 2°14′48″Đ / 41,452667°B 2,246722°Đ | RI-51-0005190       | ngày 8 tháng 11 năm 1988  | Torre Vella · Upload image                             |
| Baetulo | Khu khảo cổ                        | Badalona | 41°27′08″B 2°14′52″Đ / 41,452139°B 2,247722°Đ | RI-55-0000107       | ngày 7 tháng 11 năm 1995  | Yacimiento Ciudad Romana de Baetulo · Upload image     |
| Khu vực Turó D'en Boscá Declarada delimitación entorno, por Acuerdo Consejo Gobierno Generalidad fecha ngày 13 tháng 6 năm 2000 (B.O.E. De fecha 01-08-00) | Khu khảo cổ                        | Badalona | 41°28′09″B 2°14′24″Đ / 41,469167°B 2,240056°Đ | RI-55-0000454       | ngày 6 tháng 2 năm 1996   | Upload image                                           |

#### Barcelona
| Tên | Dạng                                | Địa điểm                                                                | Tọa độ                                        | Số hồ sơ tham khảo? | Ngày nhận danh hiệu?      | Hình ảnh                                                                                          |
| --- | ----------------------------------- | ----------------------------------------------------------------------- | --------------------------------------------- | ------------------- | ------------------------- | ------------------------------------------------------------------------------------------------- |
| Real Academia Buenas Letras Barcelona (Palacio Requesens)                                                          | Di tích Cung điện                   | Barcelona Barrio Gótico de Barcelona                                    | 41°23′00″B 2°10′43″Đ / 41,383363°B 2,178727°Đ | RI-51-0004173       | ngày 26 tháng 6 năm 1975  | Academia de las Buenas Letras · Upload image                                                      |
| Archivo Corona Aragón                                                                                              | Lưu trữ                             | Barcelona                                                               | 41°23′44″B 2°11′15″Đ / 41,395467°B 2,187503°Đ | RI-AR-0000006       | ngày 10 tháng 11 năm 1997 | Archivo de la Corona de Aragón · Upload image                                                     |
| Ateneo Barcelonés (Palacio Sabassona)                                                                              | Di tích Cung điện                   | Barcelona Barrio Gótico de Barcelona                                    | 41°23′05″B 2°10′18″Đ / 41,3846°B 2,17163°Đ    | RI-51-0004467       | ngày 5 tháng 2 năm 1981   | Ateneo Barcelonés · Upload image                                                                  |
| Vương cung thánh đường Santa María Mar                                                                             | Di tích Nhà thờ                     | Barcelona Sant Pere, Santa Caterina i la Ribera                         | 41°23′01″B 2°10′55″Đ / 41,38361°B 2,18194°Đ   | RI-51-0000421       | ngày 3 tháng 6 năm 1931   | Basílica de Santa María del Mar · Upload image                                                    |
| Santa María Pino                                                                                                   | Di tích Nhà thờ                     | Barcelona Barrio Gótico de Barcelona                                    | 41°22′56″B 2°10′26″Đ / 41,38216°B 2,17389°Đ   | RI-51-0000422       | ngày 3 tháng 6 năm 1931   | Basílica de Santa María del Pino · Upload image                                                   |
| Capilla Santa Ágata                                                                                                | Di tích Capilla                     | Barcelona Barrio Gótico de Barcelona                                    | 41°23′04″B 2°10′38″Đ / 41,384306°B 2,177361°Đ | RI-51-0000005       | ngày 2 tháng 6 năm 1866   | Capilla de Santa Ágata · Upload image                                                             |
| Nhà Amatller | Di tích Bất động sản                | Barcelona Distrito del Ensanche                                         | 41°23′30″B 2°09′54″Đ / 41,391578°B 2,16506°Đ  | RI-51-0004199       | ngày 9 tháng 1 năm 1976   | Casa Amatller · Upload image                                                                      |
| Nhà Batlló | Di tích Bất động sản                | Barcelona Distrito del Ensanche                                         | 41°23′30″B 2°09′54″Đ / 41,391667°B 2,165°Đ    | RI-51-0003815       | ngày 24 tháng 7 năm 1969  | Casa Batlló · Upload image                                                                        |
| Nhà Bloc | Di tích Bất động sản                | Barcelona Distrito de Sant Andreu                                       | 41°26′29″B 2°11′26″Đ / 41,441352°B 2,190463°Đ | RI-51-0007008       | ngày 14 tháng 12 năm 1992 | Casa Bloc · Upload image                                                                          |
| Nhà Calvet | Di tích Bất động sản                | Barcelona Distrito del Ensanche                                         | 41°23′27″B 2°10′23″Đ / 41,390833°B 2,173056°Đ | RI-51-0003819       | ngày 24 tháng 7 năm 1969  | Casa Calvet · Upload image                                                                        |
| Bảo tàng Diocesano Barcelona                                                                                       | Di tích Bảo tàng                    | Barcelona Barrio Gótico de Barcelona                                    | 41°23′04″B 2°10′34″Đ / 41,38458°B 2,17625°Đ   | RI-51-0003849       | ngày 9 tháng 7 năm 1970   | Casa de la Canonja · Upload image                                                                 |
| Nhà les Punxes | Di tích Bất động sản                | Barcelona Distrito del Ensanche                                         | 41°23′53″B 2°09′50″Đ / 41,398°B 2,164°Đ       | RI-51-0004201       | ngày 9 tháng 1 năm 1976   | Casa de les Punxes · Upload image                                                                 |
| Nhà l'Ardiaca | Di tích Cung điện                   | Barcelona Barrio Gótico de Barcelona                                    | 41°23′03″B 2°10′32″Đ / 41,384042°B 2,175575°Đ | RI-51-0000304       | ngày 27 tháng 12 năm 1924 | Casa del Arcediano · Upload image                                                                 |
| Nhà Garriga Nogués                                                                                                 | Di tích Bất động sản                | Barcelona Distrito del Ensanche                                         | 41°23′20″B 2°09′55″Đ / 41,388892°B 2,165199°Đ | RI-51-0004400       | ngày 15 tháng 1 năm 1980  | Casa Garriga Nogués · Upload image                                                                |
| Nhà Gremial Arte Mayor Seda                                                                                        | Di tích Bất động sản                | Barcelona Sant Pere, Santa Caterina i la Ribera                         | 41°23′13″B 2°10′30″Đ / 41,386936°B 2,174986°Đ | RI-51-0000163       | ngày 2 tháng 6 năm 1919   | Casa Gremial del Arte Mayor de la Seda · Upload image                                             |
| Nhà Macaya | Di tích Bất động sản                | Barcelona Distrito del Ensanche                                         | 41°23′59″B 2°10′10″Đ / 41,399825°B 2,169433°Đ | RI-51-0004200       | ngày 9 tháng 1 năm 1976   | Casa Macaya · Upload image                                                                        |
| Els Quatre Gats | Di tích Bất động sản                | Barcelona Barrio Gótico de Barcelona                                    | 41°23′08″B 2°10′24″Đ / 41,385639°B 2,173472°Đ | RI-51-0004198       | ngày 9 tháng 1 năm 1976   | Casa Martí · Upload image                                                                         |
| Nhà Milà (Pedrera)                                                                                                 | Di tích Bất động sản                | Barcelona Distrito del Ensanche                                         | 41°23′43″B 2°09′42″Đ / 41,39528°B 2,16167°Đ   | RI-51-0003814       | ngày 24 tháng 7 năm 1969  | Casa Milà · Upload image                                                                          |
| Nhà ở Ramos | Di tích Bất động sản                | Barcelona Distrito de Sarrià-Sant Gervasi, Plaza de Lesseps 30, 31 y 32 | 41°24′23″B 2°08′59″Đ / 41,40626°B 2,14972°Đ   | RI-51-0010700       | ngày 20 tháng 11 năm 2001 | Casas Ramos · Upload image                                                                        |
| Can Serra | Di tích Bất động sản                | Barcelona Distrito del Ensanche                                         | 41°23′44″B 2°09′28″Đ / 41,39569°B 2,15778°Đ   | RI-51-0010611       | ngày 6 tháng 3 năm 2001   | Casa Serra · Upload image                                                                         |
| Nhà Tosquella | Di tích Bất động sản                | Barcelona Distrito de Sarrià-Sant Gervasi                               | 41°24′21″B 2°08′41″Đ / 41,405801°B 2,144734°Đ | RI-51-0003960       | ngày 16 tháng 9 năm 1974  | Casa Tosquella · Upload image                                                                     |
| Nhà Vicens | Di tích Bất động sản                | Barcelona Distrito de Gracia                                            | 41°24′13″B 2°09′04″Đ / 41,40361°B 2,15111°Đ   | RI-51-0003823       | ngày 24 tháng 7 năm 1969  | Casa Vicens · Upload image                                                                        |
| Lâu đài Montjuic                                                                                                   | Di tích Lâu đài                     | Barcelona Distrito de Sants-Montjuic                                    | 41°21′48″B 2°09′58″Đ / 41,363333°B 2,166111°Đ | RI-51-0005199       | ngày 8 tháng 11 năm 1988  | Castillo de Montjuic · Upload image                                                               |
| Lâu đài Olorda | Di tích Lâu đài                     | Barcelona Distrito de Sarrià-Sant Gervasi                               | 41°24′58″B 2°03′28″Đ / 41,416167°B 2,057778°Đ | RI-51-0005543       | ngày 8 tháng 11 năm 1988  | Upload image                                                                                      |
| Nhà thờ chính tòa Barcelona                                                                                        | Di tích Catedral                    | Barcelona Barrio Gótico de Barcelona                                    | 41°23′02″B 2°10′36″Đ / 41,38401°B 2,176647°Đ  | RI-51-0000338       | ngày 2 tháng 11 năm 1929  | Catedral de Santa Cruz y Santa Eulalia · Upload image                                             |
| Colegio Teresiano Barcelona                                                                                        | Di tích Trường học                  | Barcelona Distrito de Sarrià-Sant Gervasi                               | 41°23′59″B 2°08′01″Đ / 41,3997°B 2,13367°Đ    | RI-51-0003820       | ngày 4 tháng 12 năm 2007  | Colegio Teresiano de Barcelona · Upload image                                                     |
| Tu viện Ángeles (Barcelona)                                                                                        | Di tích Tu viện                     | Barcelona El Raval                                                      | 41°22′57″B 2°10′03″Đ / 41,38254°B 2,16758°Đ   | RI-51-0007141       | ngày 23 tháng 3 năm 1993  | Convento de los Ángeles · Upload image                                                            |
| Centro Arte Santa Mónica                                                                                           | Di tích Tu viện                     | Barcelona El Raval                                                      | 41°22′39″B 2°10′33″Đ / 41,37741°B 2,17583°Đ   | RI-51-0005087       | ngày 17 tháng 12 năm 1984 | Convento de Santa Mónica · Upload image                                                           |
| Delimitación Nhà Batlló và Nhà Amatller                                                                            | Di tích                             | Barcelona                                                               |                                               | RI-51-0011540       | ngày 19 tháng 6 năm 2006  | Delimitación de la Casa Batlló y la Casa Amatller · Upload image                                  |
| Dispensario Antituberculoso Torres                                                                                 | Di tích Dispensario                 | Barcelona El Raval                                                      | 41°23′04″B 2°09′54″Đ / 41,384352°B 2,165047°Đ | RI-51-0007010       | ngày 14 tháng 12 năm 1992 | Dispensario Antituberculoso de las Torres · Upload image                                          |
| Parque Ciudadela                                                                                                   | Jardín histórico Parque             | Barcelona Sant Pere, Santa Caterina i la Ribera                         | 41°23′17″B 2°11′15″Đ / 41,388111°B 2,187517°Đ | RI-52-0000030       | ngày 21 tháng 12 năm 1951 | Parque Jardín de la Ciudadela · Upload image                                                      |
| Tòa nhà Đại học Barcelona                                                                                          | Di tích Universidad                 | Barcelona Distrito del Ensanche                                         | 41°23′12″B 2°09′50″Đ / 41,3866°B 2,163896°Đ   | RI-51-0003838       | ngày 26 tháng 2 năm 1970  | Edificio de la Antigua Universidad Literaria de Barcelona · Upload image                          |
| Fundación Antoni Tàpies (Fundación Antoni Tàpies)                                                                  | Di tích Bất động sản                | Barcelona Distrito del Ensanche                                         | 41°23′30″B 2°09′49″Đ / 41,39167°B 2,16361°Đ   | RI-51-0009738       | ngày 23 tháng 12 năm 1997 | Editorial Montaner y Simón · Upload image                                                         |
| Fábrica Casaramona                                                                                                 | Di tích Fábrica                     | Barcelona Distrito de Sants-Montjuic                                    | 41°22′17″B 2°08′59″Đ / 41,371331°B 2,14975°Đ  | RI-51-0004203       | ngày 9 tháng 1 năm 1976   | Fábrica Casaramona · Upload image                                                                 |
| Fundación Joan Miró                                                                                                | Di tích Bảo tàng                    | Barcelona Distrito de Sants-Montjuic                                    | 41°22′07″B 2°09′36″Đ / 41,36861°B 2,16°Đ      | RI-51-0011537       | ngày 18 tháng 7 năm 2006  | Fundación Joan Miró · Upload image                                                                |
| Bệnh viện Sant Pau                                                                                                 | Di tích Bệnh viện                   | Barcelona El Raval                                                      | 41°24′46″B 2°10′28″Đ / 41,412778°B 2,174444°Đ | RI-51-0000419       | ngày 3 tháng 6 năm 1931   | Hospital de San Pablo · Upload image                                                              |
| Agrupación edificios recinto fabril Can Ricart và delimitación entorno                                             | Khu phức hợp lịch sử                | Barcelona Distrito de Sant Martí                                        | 41°24′31″B 2°11′54″Đ / 41,408749°B 2,198263°Đ | RI-53-0000631       |                           | Agrupación de edificios del recinto fabril de Can Ricart y delimitación de entorno · Upload image |
| Calle Montcada | Khu phức hợp lịch sử                | Barcelona Sant Pere, Santa Caterina i la Ribera                         | 41°23′06″B 2°10′51″Đ / 41,385°B 2,180833°Đ    | RI-53-0000015       | ngày 26 tháng 12 năm 1947 | Calle Montcada · Upload image                                                                     |
| Xưởng đóng tàu Reales Barcelona                                                                                    | Nhóm di tích lich sử Xưởng đóng tàu | Barcelona El Raval                                                      | 41°22′30″B 2°10′35″Đ / 41,375028°B 2,176369°Đ | RI-53-0000203       | ngày 5 tháng 3 năm 1976   | Reales Atarazanas · Upload image                                                                  |
| Bệnh viện Sant Pau                                                                                                 | Di tích Bệnh viện                   | Barcelona Distrito de Horta-Guinardó                                    | 41°24′46″B 2°10′28″Đ / 41,41278°B 2,17444°Đ   | RI-51-0004278       | ngày 19 tháng 5 năm 1978  | Hospital de la Santa Cruz y San Pablo · Upload image                                              |
| Nhà thờ Belén (Barcelona)                                                                                          | Di tích Nhà thờ                     | Barcelona El Raval                                                      | 41°22′59″B 2°10′17″Đ / 41,383117°B 2,171326°Đ | RI-51-0009736       | ngày 30 tháng 7 năm 1997  | Iglesia de Belén · Upload image                                                                   |
| Tu viện San Pablo Campo                                                                                            | Di tích Nhà thờ                     | Barcelona El Raval                                                      | 41°22′35″B 2°10′10″Đ / 41,37639°B 2,16944°Đ   | RI-51-0000025       | ngày 18 tháng 7 năm 1879  | Iglesia de San Pablo del Campo · Upload image                                                     |
| Tu viện San Pedro Puellas                                                                                          | Di tích Nhà thờ                     | Barcelona Sant Pere, Santa Caterina i la Ribera                         | 41°23′23″B 2°10′44″Đ / 41,38966°B 2,17876°Đ   | RI-51-0000420       | ngày 3 tháng 6 năm 1931   | Iglesia de San Pedro de las Puellas · Upload image                                                |
| Nhà thờ Santa Ana (Barcelona)                                                                                      | Di tích Nhà thờ                     | Barcelona Barrio Gótico de Barcelona                                    | 41°23′09″B 2°10′17″Đ / 41,38591°B 2,171409°Đ  | RI-51-0000029       | ngày 10 tháng 12 năm 1881 | Iglesia de Santa Ana · Upload image                                                               |
| Lonja Barcelona | Di tích Lonja                       | Barcelona Sant Pere, Santa Caterina i la Ribera                         | 41°22′56″B 2°10′57″Đ / 41,382222°B 2,1825°Đ   | RI-51-0000423       | ngày 3 tháng 6 năm 1931   | Lonja de Barcelona · Upload image                                                                 |
| Tu viện Pedralbes                                                                                                  | Di tích Tu viện                     | Barcelona Distrito de Les Corts                                         | 41°23′44″B 2°06′45″Đ / 41,39556°B 2,1125°Đ    | RI-51-0000431       | ngày 3 tháng 6 năm 1931   | Monasterio de Pedralbes · Upload image                                                            |
| Tường romana Barcelona                                                                                             | Di tích Tường thành                 | Barcelona Barrio Gótico de Barcelona                                    | 41°23′03″B 2°10′31″Đ / 41,384087°B 2,175405°Đ | RI-51-0000417       | ngày 3 tháng 6 năm 1931   | Murallas Romanas · Upload image                                                                   |
| Bảo tàng Arqueología Cataluña (Barcelona)                                                                          | Di tích Bảo tàng                    | Barcelona Distrito de Sants-Montjuic                                    | 41°22′11″B 2°09′28″Đ / 41,369722°B 2,157778°Đ | RI-51-0001315       | ngày 1 tháng 3 năm 1962   | Museo Arqueológico · Upload image                                                                 |
| Bảo tàng Arte Moderno                                                                                              | Di tích Bảo tàng                    | Barcelona                                                               |                                               | RI-51-0001317       | ngày 1 tháng 3 năm 1962   | Upload image                                                                                      |
| Bảo tàng Artes Primitivo                                                                                           | Di tích Bảo tàng                    | Barcelona                                                               |                                               | RI-51-0001318       | ngày 1 tháng 3 năm 1962   | Upload image                                                                                      |
| Khu vực Khảo cổ "Vía sepulcral plaza Villa Madrid"                                                                 | Khu khảo cổ                         | Barcelona                                                               | 41°23′05″B 2°10′20″Đ / 41,384666°B 2,172128°Đ | RI-55-0000463       | ngày 7 tháng 11 năm 1995  | Yacimiento Arqueológico "Vía Sepulcral de la Plaza de la Villa de Madrid" · Upload image          |
| Bảo tàng Lịch sử Barcelona                                                                                         | Di tích Bảo tàng                    | Barcelona Barrio Gótico de Barcelona                                    | 41°23′03″B 2°10′39″Đ / 41,384056°B 2,177625°Đ | RI-51-0001320       | ngày 1 tháng 3 năm 1962   | Museo de Historia de Barcelona · Upload image                                                     |
| Bảo tàng Música | Di tích Bảo tàng                    | Barcelona                                                               |                                               | RI-51-0001321       | ngày 1 tháng 3 năm 1962   | Upload image                                                                                      |
| Bảo tàng Etnológico Barcelona                                                                                      | Di tích Bảo tàng                    | Barcelona                                                               | 41°22′08″B 2°09′21″Đ / 41,368889°B 2,155833°Đ | RI-51-0001319       | ngày 1 tháng 3 năm 1962   | Museo Etnológico y Provincial · Upload image                                                      |
| Bảo tàng Frederic Marès                                                                                            | Di tích Bảo tàng                    | Barcelona                                                               | 41°23′04″B 2°10′36″Đ / 41,384306°B 2,176667°Đ | RI-51-0001323       | ngày 1 tháng 3 năm 1962   | Museo Frederic Marès · Upload image                                                               |
| Bảo tàng Marítimo Barcelona                                                                                        | Di tích Bảo tàng                    | Barcelona                                                               | 41°22′32″B 2°10′33″Đ / 41,375556°B 2,175833°Đ | RI-51-0001322       | ngày 1 tháng 3 năm 1962   | Museo Marítimo · Upload image                                                                     |
| Bảo tàng Nacional Arte Cataluña                                                                                    | Di tích Bảo tàng                    | Barcelona Distrito de Sants-Montjuic                                    | 41°22′06″B 2°09′12″Đ / 41,368333°B 2,153333°Đ | RI-51-0001316       | ngày 1 tháng 3 năm 1962   | Museo Nacional de Arte de Cataluña · Upload image                                                 |
| Pabellón alemán (Barcelona)                                                                                        | Di tích Pabellón                    | Barcelona Distrito de Sants-Montjuic                                    | 41°22′14″B 2°09′00″Đ / 41,370556°B 2,15°Đ     | RI-51-0010902       | ngày 13 tháng 2 năm 2003  | Pabellón alemán · Upload image                                                                    |
| Pabellones Güell                                                                                                   | Di tích Pabellón                    | Barcelona Distrito de Les Corts                                         | 41°23′22″B 2°07′09″Đ / 41,389322°B 2,119114°Đ | RI-51-0003822       | ngày 24 tháng 7 năm 1969  | Pabellones de la Finca Güell · Upload image                                                       |
| Cung điện Generalidad Cataluña                                                                                     | Di tích Cung điện                   | Barcelona Barrio Gótico de Barcelona                                    | 41°22′58″B 2°10′36″Đ / 41,38278°B 2,17667°Đ   | RI-51-0000418       | ngày 3 tháng 6 năm 1931   | Palacio de la Generalidad de Cataluña · Upload image                                              |
| Palau Música Catalana                                                                                              | Di tích Auditorio                   | Barcelona Sant Pere, Santa Caterina i la Ribera                         | 41°23′15″B 2°10′30″Đ / 41,3875°B 2,175°Đ      | RI-51-0003864       | ngày 25 tháng 11 năm 1971 | Palacio de la Música · Upload image                                                               |
| Cung điện Virreina                                                                                                 | Di tích Cung điện                   | Barcelona El Raval                                                      | 41°22′57″B 2°10′18″Đ / 41,3825°B 2,17167°Đ    | RI-51-0001104       | ngày 27 tháng 1 năm 1941  | Palacio de la Virreina · Upload image                                                             |
| Cung điện Barón Quadras                                                                                            | Di tích Cung điện                   | Barcelona Distrito del Ensanche                                         | 41°23′48″B 2°09′41″Đ / 41,39664°B 2,16141°Đ   | RI-51-0004202       | ngày 9 tháng 1 năm 1976   | Palacio del Barón de Quadras · Upload image                                                       |
| Cung điện Moja | Di tích Cung điện                   | Barcelona Barrio Gótico de Barcelona                                    | 41°22′59″B 2°10′19″Đ / 41,38314°B 2,17186°Đ   | RI-51-0003801       | ngày 13 tháng 2 năm 1969  | Palacio del Marqués de Comillas · Upload image                                                    |
| Cung điện Güell | Di tích Cung điện                   | Barcelona El Raval                                                      | 41°22′44″B 2°10′27″Đ / 41,37889°B 2,17417°Đ   | RI-51-0003821       | ngày 24 tháng 7 năm 1969  | Palacio Güell · Upload image                                                                      |
| Cung điện Real Pedralbes                                                                                           | Di tích Cung điện                   | Barcelona Distrito de Les Corts                                         | 41°23′18″B 2°07′01″Đ / 41,38839°B 2,11703°Đ   | RI-51-0005274       | ngày 3 tháng 6 năm 1931   | Palacio Real de Pedralbes · Upload image                                                          |
| Cung điện Real Mayor Barcelona                                                                                     | Di tích Cung điện                   | Barcelona Barrio Gótico de Barcelona                                    | 41°23′03″B 2°10′39″Đ / 41,384164°B 2,177567°Đ | RI-51-0000424       | ngày 3 tháng 6 năm 1931   | Palacio Real Mayor de Barcelona · Upload image                                                    |
| Parque Güell | Di tích Parque                      | Barcelona Distrito de Gracia                                            | 41°24′49″B 2°09′10″Đ / 41,41361°B 2,15278°Đ   | RI-51-0003818       | ngày 24 tháng 7 năm 1969  | Parque Güell · Upload image                                                                       |
| Portal Miralles (Entrada Nhà Miralles)                                                                             | Di tích Cổng                        | Barcelona Distrito de Sarrià-Sant Gervasi                               | 41°23′31″B 2°07′39″Đ / 41,392005°B 2,127468°Đ | RI-51-0003816       | ngày 24 tháng 7 năm 1969  | Portal Miralles · Upload image                                                                    |
| Real Academia Medicina Cataluña                                                                                    | Di tích Bất động sản                | Barcelona El Raval                                                      | 41°22′54″B 2°10′10″Đ / 41,38167°B 2,16944°Đ   | RI-51-0001228       | ngày 2 tháng 3 năm 1951   | Real Academia de Medicina · Upload image                                                          |
| Đền Augusto (Barcelona)                                                                                            | Di tích Templo romano               | Barcelona Barrio Gótico de Barcelona, c. del Paradís, 10                | 41°23′00″B 2°10′38″Đ / 41,383361°B 2,177169°Đ | RI-51-0000305       | ngày 27 tháng 12 năm 1924 | Templo de Augusto · Upload image                                                                  |
| Sagrada Família | Di tích Basílica                    | Barcelona Distrito del Ensanche                                         | 41°24′13″B 2°10′28″Đ / 41,40361°B 2,17444°Đ   | RI-51-0003813       | ngày 24 tháng 7 năm 1969  | Templo Expiatorio de la Sagrada Familia · Upload image                                            |
| Bellesguard | Di tích Tháp                        | Barcelona Distrito de Sarrià-Sant Gervasi                               | 41°24′34″B 2°07′36″Đ / 41,409444°B 2,126667°Đ | RI-51-0003817       | ngày 24 tháng 7 năm 1969  | Torre de Bellesguard · Upload image                                                               |
| Vapor Vell Sants                                                                                                   | Di tích Fábrica                     | Barcelona Distrito de Sants-Montjuic                                    | 41°22′37″B 2°08′05″Đ / 41,37694°B 2,13472°Đ   | RI-51-0010213       | ngày 15 tháng 4 năm 1998  | Vapor Vell de Sants · Upload image                                                                |
| Viviendas Camp d'en Vidal                                                                                          | Di tích Bất động sản                | Barcelona Distrito de Sarrià-Sant Gervasi                               | 41°23′52″B 2°08′49″Đ / 41,397911°B 2,14683°Đ  | RI-51-0010903       | ngày 24 tháng 3 năm 2003  | Viviendas de Camp d'en Vidal · Upload image                                                       |
| Viviendas Barceloneta                                                                                              | Di tích Bất động sản                | Barcelona La Barceloneta                                                | 41°22′41″B 2°11′18″Đ / 41,377969°B 2,188385°Đ | RI-51-0010900       | ngày 20 tháng 2 năm 2003  | Viviendas de la Barceloneta · Upload image                                                        |
| Fossar les Moreres (Reclasificación como lugar histórico un entorno protección común al Nhà thờ Santa María Mar).. | Khu vực lịch sử                     | Barcelona Sant Pere, Santa Caterina i la Ribera                         | 41°23′01″B 2°10′56″Đ / 41,383611°B 2,182222°Đ | RI-54-0000061       | ngày 9 tháng 3 năm 1999   | Fossar de les Moreres · Upload image                                                              |

### H

#### Hospitalet de Llobregat(L'Hospitalet de Llobregat)
| Tên                     | Dạng                 | Địa điểm                | Tọa độ                                        | Số hồ sơ tham khảo? | Ngày nhận danh hiệu?      | Hình ảnh                       |
| ----------------------- | -------------------- | ----------------------- | --------------------------------------------- | ------------------- | ------------------------- | ------------------------------ |
| Nhà Sumarro             | Di tích Bảo tàng     | Hospitalet de Llobregat | 41°21′37″B 2°05′48″Đ / 41,360222°B 2,096639°Đ | RI-51-0004191       | ngày 10 tháng 11 năm 1975 | Casa Sumarro · Upload image    |
| Nhà España              | Di tích Bất động sản | Hospitalet de Llobregat | 41°21′40″B 2°05′50″Đ / 41,361027°B 2,097278°Đ | RI-51-0004192       | ngày 10 tháng 11 năm 1975 | Casa España · Upload image     |
| Nhà Armonía Tháp Blanca | Di tích Bất động sản | Hospitalet de llobregat | 41°21′37″B 2°05′52″Đ / 41,360411°B 2,097705°Đ | RI-51-0004193       | ngày 10 tháng 11 năm 1975 | Casa la Armonía · Upload image |

### S

#### Santa Coloma de Gramanet(Santa Coloma de Gramenet)
| Tên                      | Dạng                             | Địa điểm                 | Tọa độ                                        | Số hồ sơ tham khảo? | Ngày nhận danh hiệu?     | Hình ảnh                        |
| ------------------------ | -------------------------------- | ------------------------ | --------------------------------------------- | ------------------- | ------------------------ | ------------------------------- |
| Bảo tàng Tháp Balldovina | Di tích Tháp                     | Santa Coloma de Gramenet | 41°26′50″B 2°12′33″Đ / 41,447111°B 2,209194°Đ | RI-51-0005685       | ngày 8 tháng 11 năm 1988 | Torre Balldovina · Upload image |
| Tháp Pallaresa           | Di tích Kiến trúc phòng thủ Tháp | Santa Coloma de Gramenet | 41°27′52″B 2°13′04″Đ / 41,464556°B 2,217694°Đ | RI-51-0000443       | ngày 3 tháng 6 năm 1931  | Torre Pallaresa · Upload image  |